# جون ديوي
جون ديوي (بالإنجليزية: John Dewey) هو مربٍ وفيلسوف وعالم نفس أمريكي وزعيم من زعماء الفلسفة البراغماتية. ويعتبر من أوائل المؤسسين لها. ولد في 20 أكتوبر عام 1859 وتوفي عام 1952. ويقال أنه هو من أطال عمر هذه الفلسفة واستطاع أن يستخدم بلياقة كلمتين قريبتين من الشعب الأمريكي هما «العلم» و«الديمقراطية».
يعتبر جون ديوي من أشهر أعلام التربية الحديثة على المستوى العالمي. ارتبط اسمه بفلسفة التربية لأنه خاض في تحديد الغرض من التعليم وأفاض في الحديث عن ربط النظريات بالواقع من غير الخضوع للنظام الواقع والتقاليد الموروثة مهما كانت عريقة. فهو الأب الروحي للتربية التقديمية أو التدريجية وهو من أوائل الذين أسسوا في أمريكا المدارس التجريبية بالاشتراك مع زوجته في جامعة شيكاغو 1896 – 1904, وهو فيلسوف قبل أن يكون عالما في مجال التربية والتعليم.
التعليم التقدمي أو التدريجي هي حركة نمت وتطورت من محاولات إصلاح التعليم الأمريكي بين أواخر القرن التاسع عشر ومنتصف القرن العشرين، وتعود جذورها إلى فلاسفة عصر النهضة، وبالأخص الفيلسوف التربوي جان جاك روسو وكذلك يوهان بستالوزي وفريدريك فرويبل. وهذه الظاهرة قد احتضنت وشملت المجالات الزراعية والاجتماعية والتعليمية، وقد طالت هذه النظريات التعليمية التطور الصناعي الجديد أيضا، تؤكد نظرية التعليم التقدمي على استمرارية إعادة بناء الخبرة الحياتية وتضع تربية الطفل في مركز الاهتمام.
ديوي ذكر أن على المدرسة أن تعكس مستوى التطور الاجتماعي، وقد أحدثت هذه النظرية تأثيراً دائماً على المدارس الأمريكية. ومن الجدير بالذكر أنه ظهرت حركات تعليمية مشابهة في أوروبا ومتأثرة بأفكار ديوي كما وأنه قد تأثّر أيضا ببعض أساليب التربية الأوروبية مثل أسلوب الصف المفتوح (open classroom) وكذلك بنظريات الإصلاح التربوي الذي دعت أليه المربية والفيلسوفة الأيطالية ماريا مونتسوري والتي تأثرت بأفكارها دور الحضانة السويدية، ولا زال تأثيرها ساري المفعول إلى هذه اللحظة.

## حياته
ولد جون ديوي بمدينة برلنجتون بولاية فيرمونت في الولايات المتحدة الأمريكية وقد تلقى تعليمه في جامعة فيرمونت ثم انتقل إلى جامعة جون هوبكنز فحصل على شهادة الدكتوراه في الفلسفة عام 1884.
وفي عام 1894 انتقل إلى جامعة شيكاجو التي تأسست وقتئذ وعين فيها رئيسا لقسم الفلسفة وعلم النفس والتربية.

## فلسفته

### نحو المجتمع
كان ديوي يطمح لبناء مجتمع ديمقراطي وفلسفة علمية لوضع توازن بين قيمة الفرد مع قيمة الجماعة والمجتمع. ويرى ديوي ان النظام الصحيح هو الذي يحقق المرونة في علاقة الفرد بالمجتمع الذي ينتمي اليه ويعيش فيه، وقد تجلت عبقرية جون ديوي بربط واع بين التربية والمجتمع والحياة. كما أكد على العلاقة الوثيقة بين التقدم العلمي والنظام الديمقراطي ولقد استفادت أمريكا من افكاره في موضوع التربية وجذب العقول واستقطاب كل علماء الأرض، ويعتبر الفلسفة هي سلطة تشريعية مهمتها نقض القيم الحاضرة واقتراح قيم جديدة تواكب التغيرات الحاصلة في الحياة. ومن مهمة الفلسفة أيضا تفسير نتائج العلم الاختصاصي.

### نحو التربية
بالنسبة له، تطورت الحياة وأصبح المجتمع الأمريكي مجتمعا صناعيا، ويجب أن تكون المدرسة مجتمعا صغيرا تدب فيها الحياة. فلقد دعى ديوي إلى التربية المستمرة التي لا تتوقف عند سن معين. فهي من المهد إلى اللحد وليست جرعة تعطى مرة واحدة وإلى الأبد بل هي بحاجة إلى الاستمرار لأن العلم لديه دائما شيء جديد يوافينا به. ونظرته نحو التربية ترتكز على التعلم من خلال العمل والعمل اليدوي وحل المشاكل بطريقة سيكولوجية دون جرح مشاعر الطلاب وأن المدرسة هي مختبر وليست قاعة محاضرة. ويرفض ديوي نظرية جون لوك التي ترى بأن «الإنسان يولد وعقله صفحة بيضاء خالية من الكتابة». فالعلاقة الصحيحة، برأي ديوي، قائمة على التفاعل وهذا يعني أن طريقة التدريس الملائمة هي التي تعتمد على الحوار وحل المشكلات والتعلم الذاتي. والفكر الحقيقي يبدأ من موقف اشكالي ومن عقدة أو عقبة تعترض مجرى التفكير فالطبيعة تتغير باستمرار وتغتني وتزداد ثراء وتغير الفكر معها وهكذا فان العملية مستمرة فلا حقائق مطلقة ولا المعرفة ثابتة فكل شيء يعتريه التغير.

### نحو حل المشاكل
ولقد وضع ديوي كتابا سماه «كيف نفكر وكيف نحل المشاكل» ووضع خمس مراحل لحل أي مشكلة وهي:
1. الشعور بالمشكلة
2. تعريف المشكلة وتحديدها
3. وضع الفرضيات واقتراح الحلول
4. التحقق من التجربة أي اختبار الفرضيات
5. الوصول إلى النظرية والتعميم.

## تأثيره
عجت حياة جون ديوي بالنشاط والحركة، حيث تعدى تأثيره الولايات المتحدة الأمريكية وامتد إلى بقية العالم فترجمت كتبه إلى لغات عديدة واستشارته الحكومة الروسية عقب ثورتها ليضع نظامها التعليمي على اسس تقدمية، وزار محاضرا كلا من اليابان والصين وتركيا والمكسيك. كانت لنظرياته وطرائقه أعمق الاثر في توجه التربية في سائر الأمم الناطقة باللغة الإنكليزية والمتأثرة بثقافتها.
وقد نقل متري قندلفت إحدى كتب ديوي إلى العربية باسم «مدرسة الغد».

## روابط خارجية
- جون ديوي على موقع IMDb (الإنجليزية)
- جون ديوي على موقع الموسوعة البريطانية (الإنجليزية)
- جون ديوي على موقع مونزينجر (الألمانية)
- جون ديوي على موقع إن إن دي بي (الإنجليزية)
- ديُووي، جون - موسوعة المورد، منير البعلبكي، 1991